# Shakatak
Shakatak ist eine im Jahre 1980 gegründete britische Pop-, Jazz- und Funkband, die vor allem in den 1980er Jahren beachtenswerten kommerziellen Erfolg hatte. Das musikalische Spektrum reicht von eingängigem Pop mit Easy-Listening-Charakter (Night Birds, Out of This World) bis zu funkigem Jazz (Lose Myself).

## Bandgeschichte
In Deutschland wurde Shakatak 1984 durch den Hit Down on the Street bekannt. Das Musikvideo zu dem Song, das bewusst in einem einzigen Dreh ohne Schnitt in einer aufwändigen Bühnenkulisse aufgenommen wurde, setzte seinerzeit Maßstäbe. Im Jahre 1985 folgte die Single Day by Day mit Al Jarreau, ebenfalls ein kommerzieller und medialer Erfolg. Nach diesem Erfolg wurde es in Deutschland drei Jahre lang ruhig um die Band, während sie in Japan mit exklusiv für den japanischen Markt produzierten Alben große Erfolge feiern konnte. Im Jahre 1987 wurde Europa noch einmal aufmerksam auf Shakatak, als sie mit Mr. Manic & Sister Cool einen Hit sowohl in den Charts als auch in den Clubs landen konnten. Danach geriet die Band in Deutschland bald wieder in Vergessenheit. In Großbritannien, Fernost und insbesondere in Japan hat die Band jedoch bis heute eine große und treue Fangemeinde, die alljährlich auf ein neues Album hoffen darf. In den frühen 1990er Jahren stieg der Gitarrist Keith Winter aus gesundheitlichen Gründen aus. Die Gitarrenparts werden seitdem wahlweise von Alan Wormald (der 2023 starb)
oder dem Isländer Friðrik „Frissi“ Karlsson von Mezzoforte eingespielt. Beide stehen bei Auftritten auch auf der Bühne.
Die Bandmitglieder von Shakatak sind durchweg technisch außerordentlich versierte Musiker mit einem ausgeprägten Feeling für Jazz und Funk. Bei den zumeist sehr eingängigen Songs tritt dies jedoch kaum zu Tage, erst bei Live-Auftritten zeigen die Musiker ihr wahres Können. Dies erklärt auch die bisweilen geäußerte Kritik, Shakatak mache nur „Fahrstuhlmusik“. In der britischen Musikszene hingegen ist die Band stets sehr geschätzt worden.
Erwähnenswert sind auch die diversen Soloalben, etwa die CDs The Blue Window und Intrigue vom Projekt Beatifik des Schlagzeugers Roger Odell mit Ehefrau Larraine und Sohn Jamie aus den Jahren 2000 und 2015. Ebenso die diversen Kollaborationen des Bandleaders Bill Sharpe mit Gary Numan in den 1980er Jahren sowie mit Don Grusin (CDs State of the Heart von 1998 und Geography von 2006, letzteres ein gelungenes Beispiel für den Stil Jazz & Fusion) oder auch mit Friðrik Karlsson (CD Peace of Mind von 1999). Nicht zuletzt ist auch Jill Sawards CD Just for You, ebenfalls aus dem Jahre 1999 aufzuführen. Der Bassist George Anderson veröffentlichte 2009 seine erste Solo-CD Positivity, gefolgt von Expressions, erschienen im Jahr 2012.

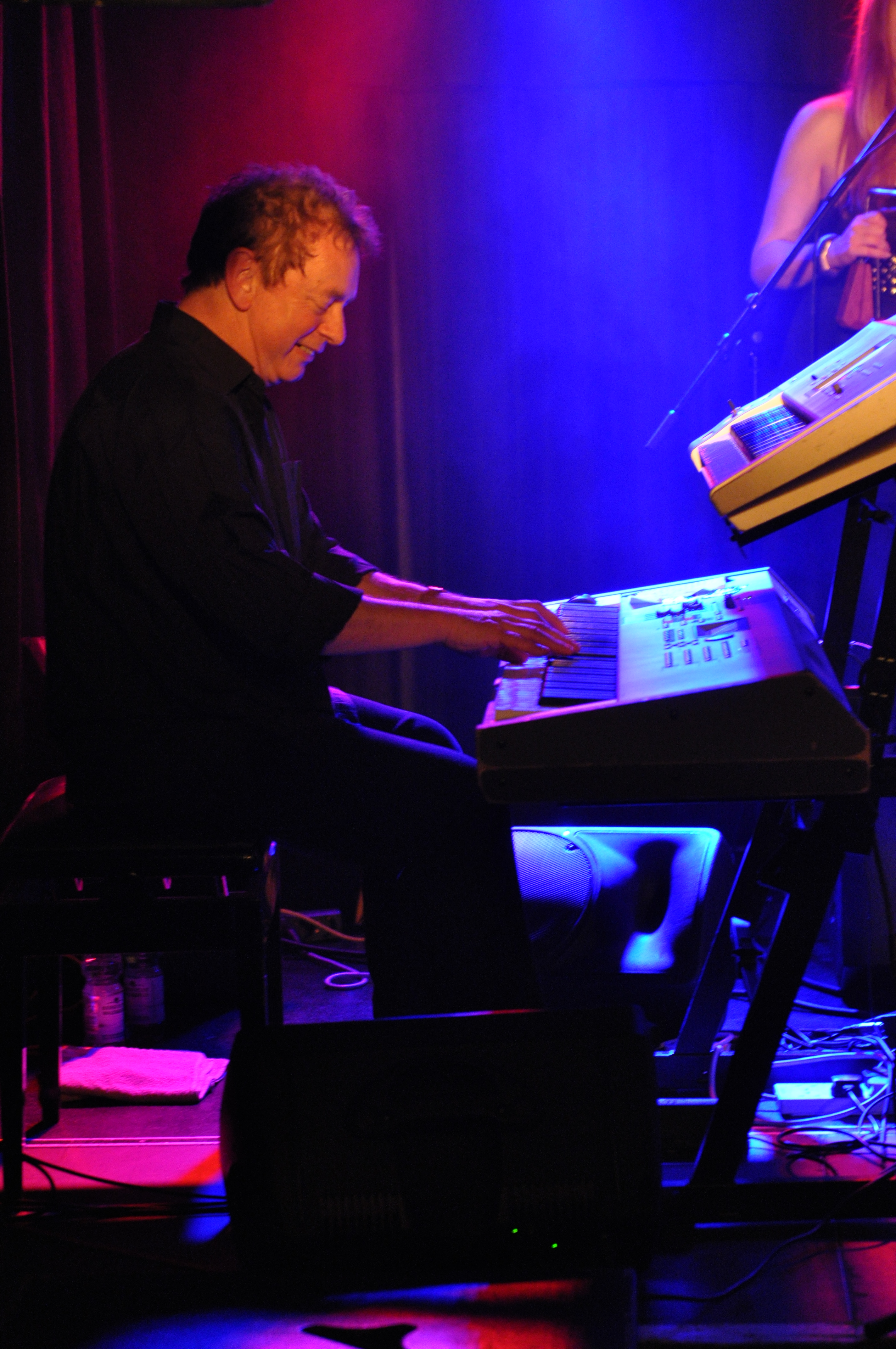
Bill Sharpe
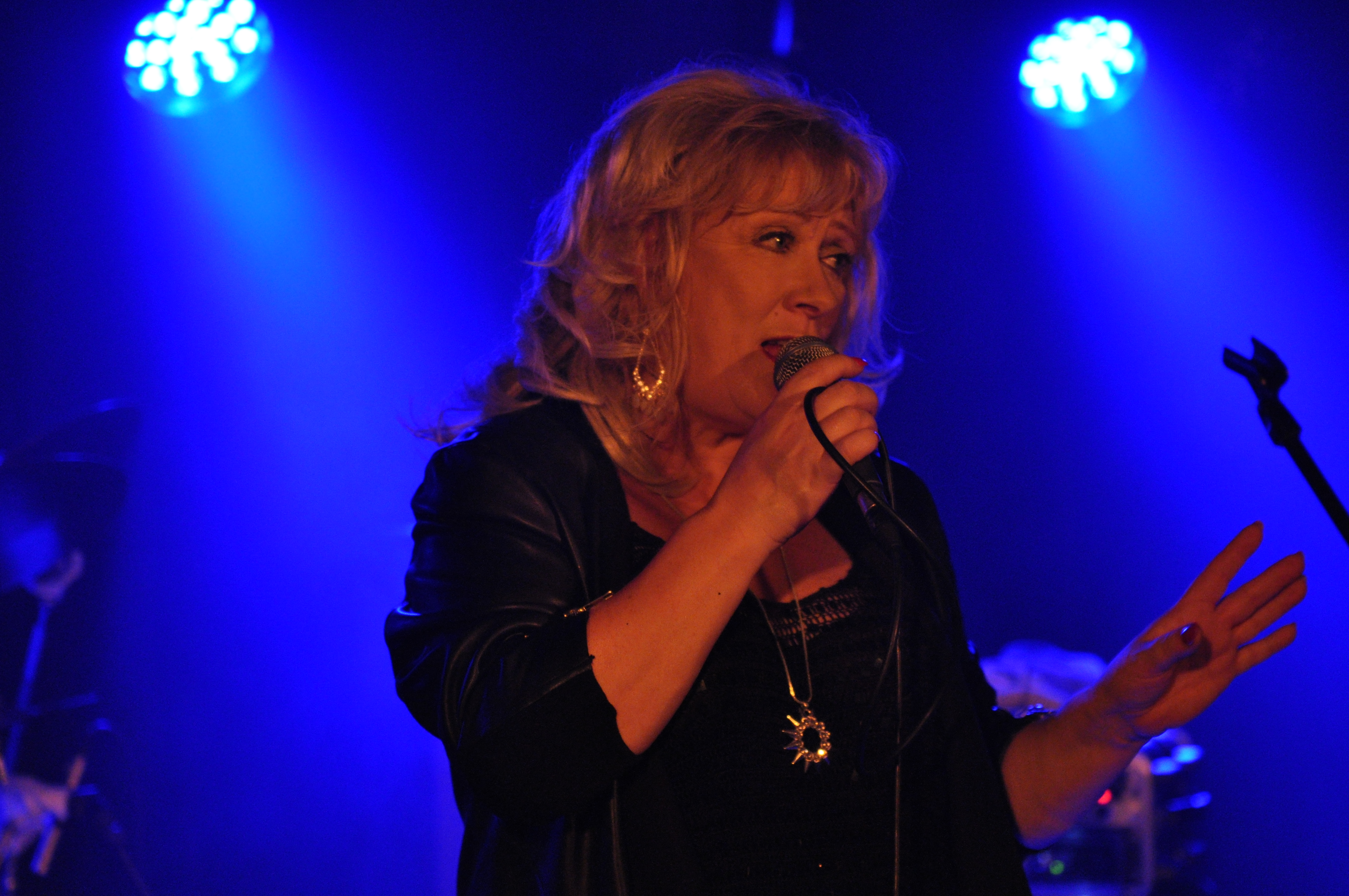
Jill Saward
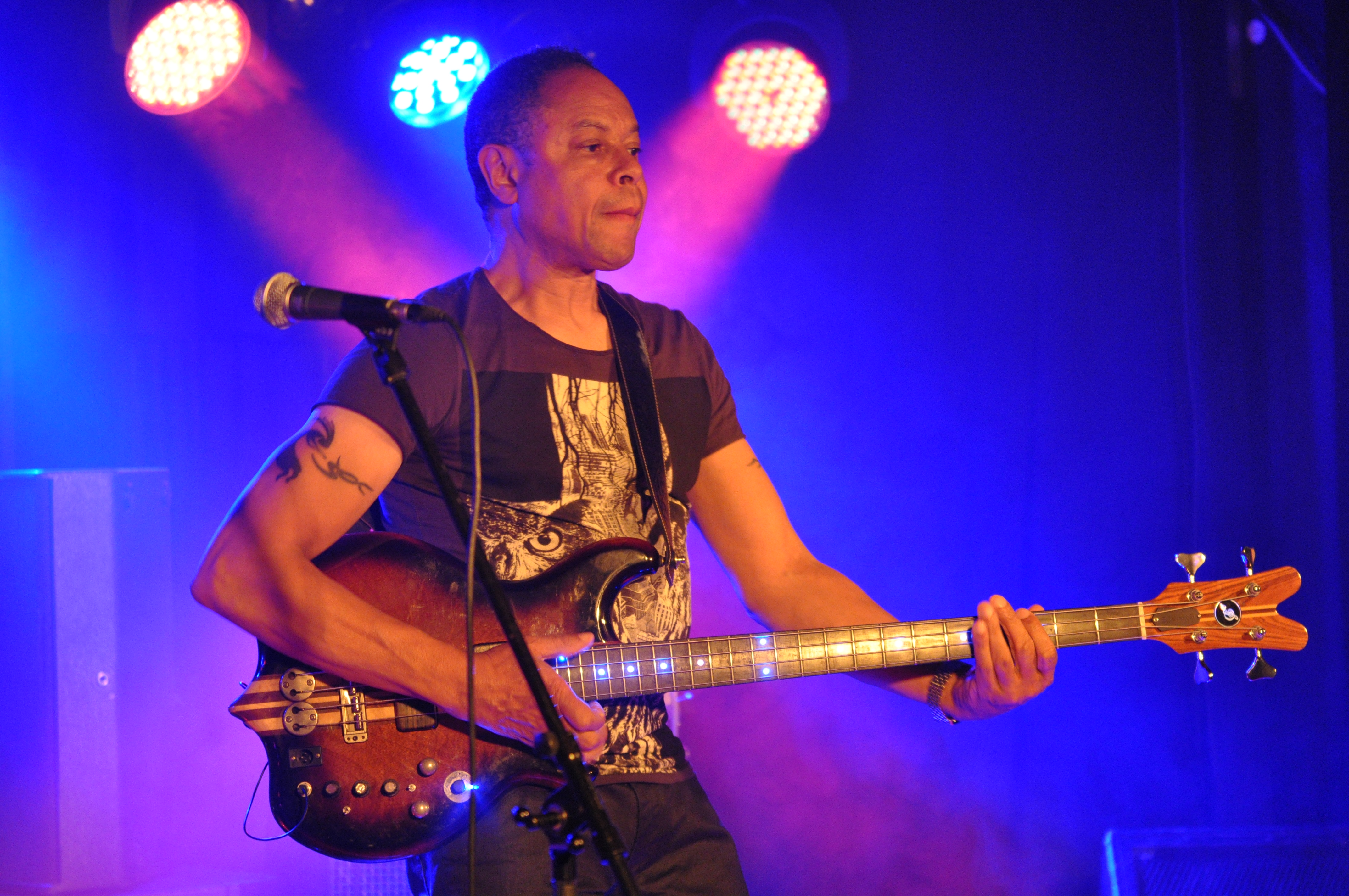
George Anderson
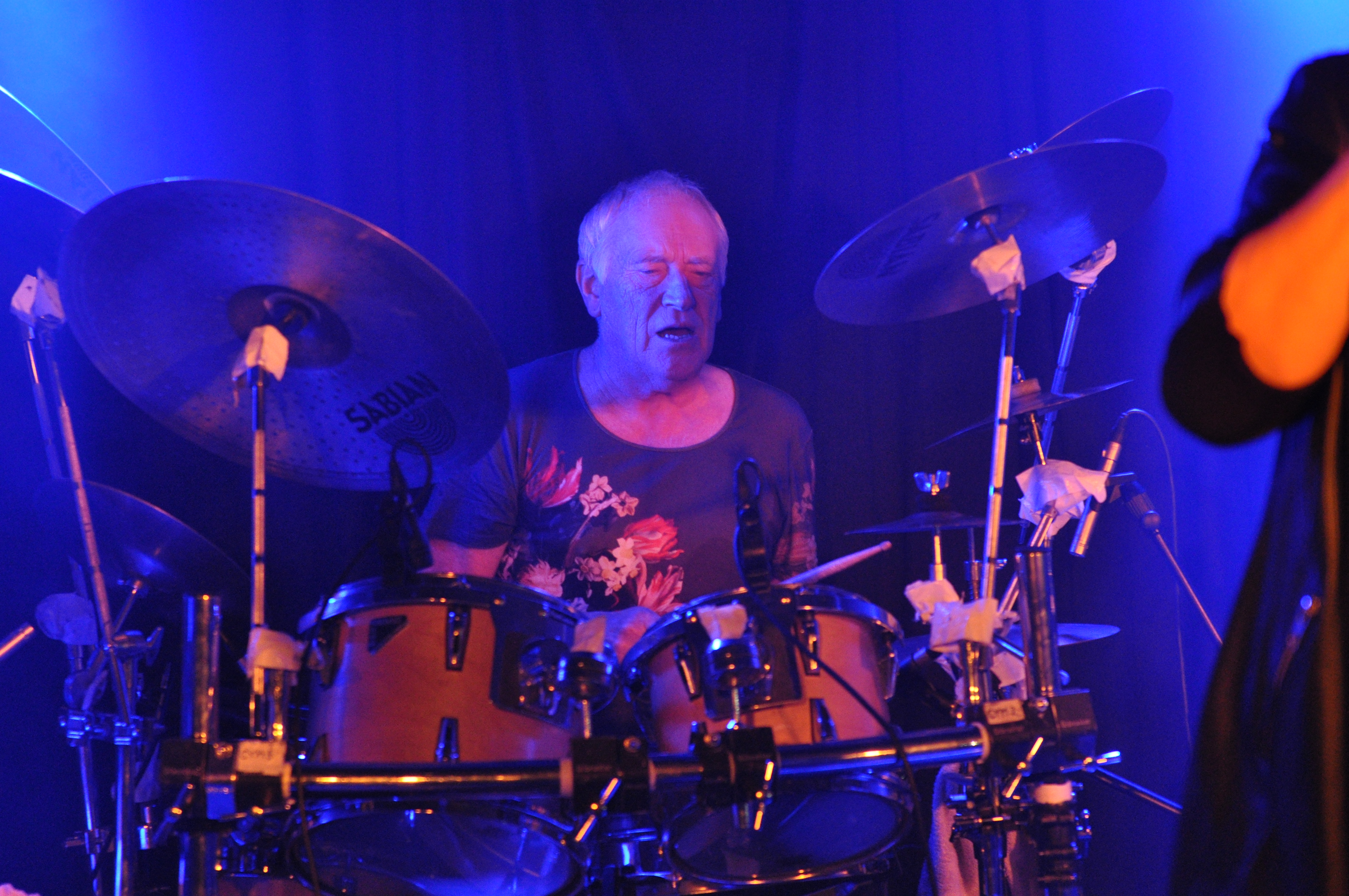
Roger Odell
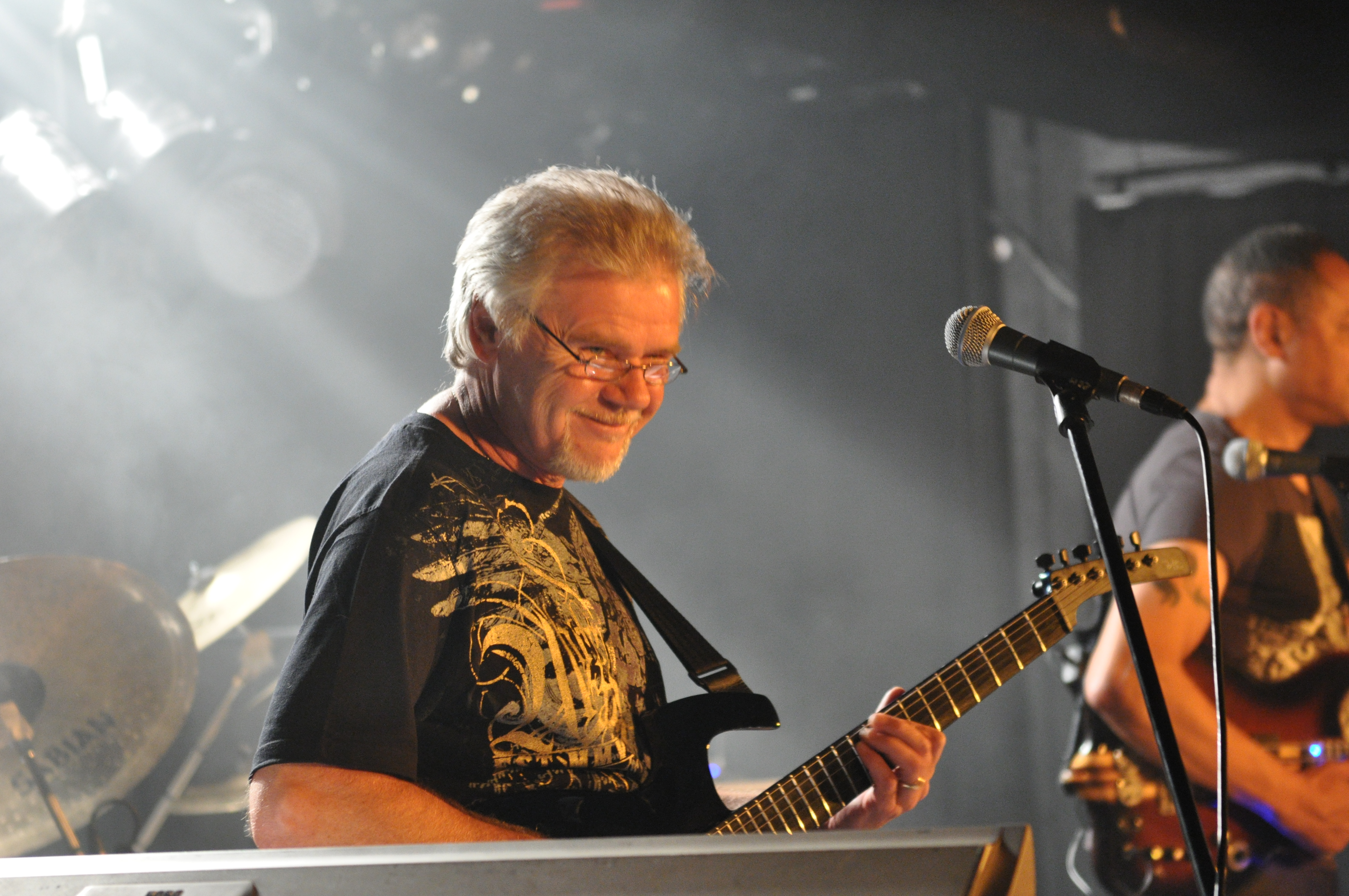
Alan Wormald (Tour)
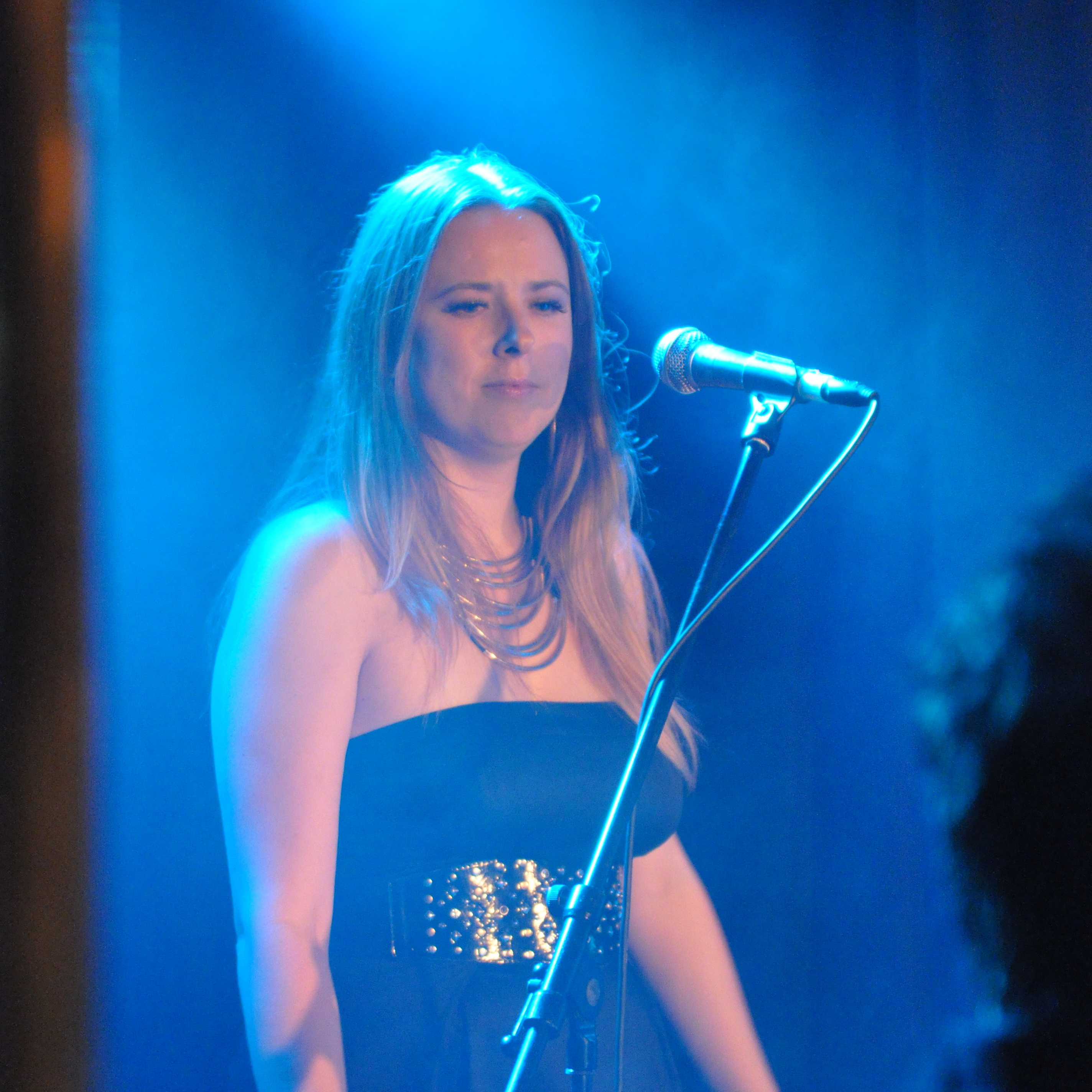
Debby Bracknell (Tour)

## Diskografie
Studioalben

| Jahr | Titel              | Höchstplatzierung, Gesamtwochen, AuszeichnungChartplatzierungen (Jahr, Titel, Platzierungen, Wochen, Auszeichnungen, Anmerkungen) | Höchstplatzierung, Gesamtwochen, AuszeichnungChartplatzierungen (Jahr, Titel, Platzierungen, Wochen, Auszeichnungen, Anmerkungen) | Höchstplatzierung, Gesamtwochen, AuszeichnungChartplatzierungen (Jahr, Titel, Platzierungen, Wochen, Auszeichnungen, Anmerkungen) | Höchstplatzierung, Gesamtwochen, AuszeichnungChartplatzierungen (Jahr, Titel, Platzierungen, Wochen, Auszeichnungen, Anmerkungen) | Anmerkungen                                                 |
| Jahr | Titel              | DE | CH | UK | R&B | Anmerkungen                                                 |
| ---- | ------------------ | --- | --- | --- | --- | ----------------------------------------------------------- |
| 1982 | Drivin’ Hard       | — | — | UK35 Silber · (17 Wo.)UK | — | Erstveröffentlichung: Januar 1982 Produzent: Nigel Wright   |
| 1982 | Night Birds        | — | — | UK4 Gold · (28 Wo.)UK | R&B55 (5 Wo.)R&B | Erstveröffentlichung: Mai 1982 Produzent: Nigel Wright      |
| 1982 | Invitations        | — | — | UK30 Gold · (11 Wo.)UK | — | Erstveröffentlichung: November 1982 Produzent: Nigel Wright |
| 1983 | Out of This World  | DE60 (1 Wo.)DE | — | UK30 (4 Wo.)UK | — | Erstveröffentlichung: Oktober 1983 Produzent: Nigel Wright  |
| 1984 | Down on the Street | DE18 (14 Wo.)DE | CH16 (6 Wo.)CH | UK17 (9 Wo.)UK | — | Erstveröffentlichung: August 1984 Produzent: Nigel Wright   |
| 1985 | City Rhythm        | — | CH25 (1 Wo.)CH | — | — | Erstveröffentlichung: Dezember 1985 Produzent: Nigel Wright |
| 1988 | Manic & Cool       | DE34 (7 Wo.)DE | — | — | — | Erstveröffentlichung: März 1988 Produzent: Nigel Wright     |

grau schraffiert: keine Chartdaten aus diesem Jahr verfügbar